# Indigofera varia
Indigofera varia är en ärtväxtart som beskrevs av Ernst Meyer. Indigofera varia ingår i släktet indigosläktet, och familjen ärtväxter. Inga underarter finns listade i Catalogue of Life.